# كنيس طائفة الأشكناز
كنيس طائفة الأشكناز أو معبد طائفة الأشكناز، رسمياً معبد طائفة اليهود الأشكناز، هو كنيس يهودي يختص بطائفة اليهود الأشكناز. يقع في حارة النوبي بميدان العتبة بمدينة القاهرة في مصر. بٌني عام 1887 وأعيد بناؤه عام 1950.